# Priit Pajusaar
Priit Pajusaar (* 6. April 1964 in Tallinn, Estnische SSR) ist ein estnischer Musikproduzent, Schlagerkomponist und Arrangeur.

## Leben und Werk
Priit Pajusaar studierte Trompete am renommierten Tallinner Musikgymnasium. An der Estnischen Musikakademie machte er seinen Abschluss im Fach Chorleitung. Er war zunächst als Orchestrant am Opern- und Konzerthaus Estonia in Tallinn sowie als Chorleiter und Musiklehrer beschäftigt. Seit 1995 arbeitet er im Musikgeschäft.
Seit 1996 arbeitet Pajusaar eng mit dem estnischen Komponisten Glen Pilvre zusammen. Pajusaar hat vier Mal den estnischen Finalbeitrag für den Eurovision Song Contest komponiert: 1996 Kaelakee hääl (5. Platz), 1999 Diamond of Night (6. Platz), 2004 Tii (im Halbfinale ausgeschieden) und 2008 Leto svet (im Halbfinale ausgeschieden). Außer im Jahr 2002 nahm er mit Kompositionen an allen estnischen Vorausscheidungen zum Eurovision Song Contest teil.
Pajusaar hat eine Vielzahl von Popstücken und Schlagern, aber auch zahlreiche Kinderlieder geschrieben. Seit 2008 wird sein Kindermusical Detektiiv Lotte (nach einem Libretto von Janno Põldmaa und Heiki Ernits mit Liedtexten von Leelo Tungal) in Estland aufgeführt.

## Privatleben
Priit Pajusaar hat drei Töchter.